# Untergneus

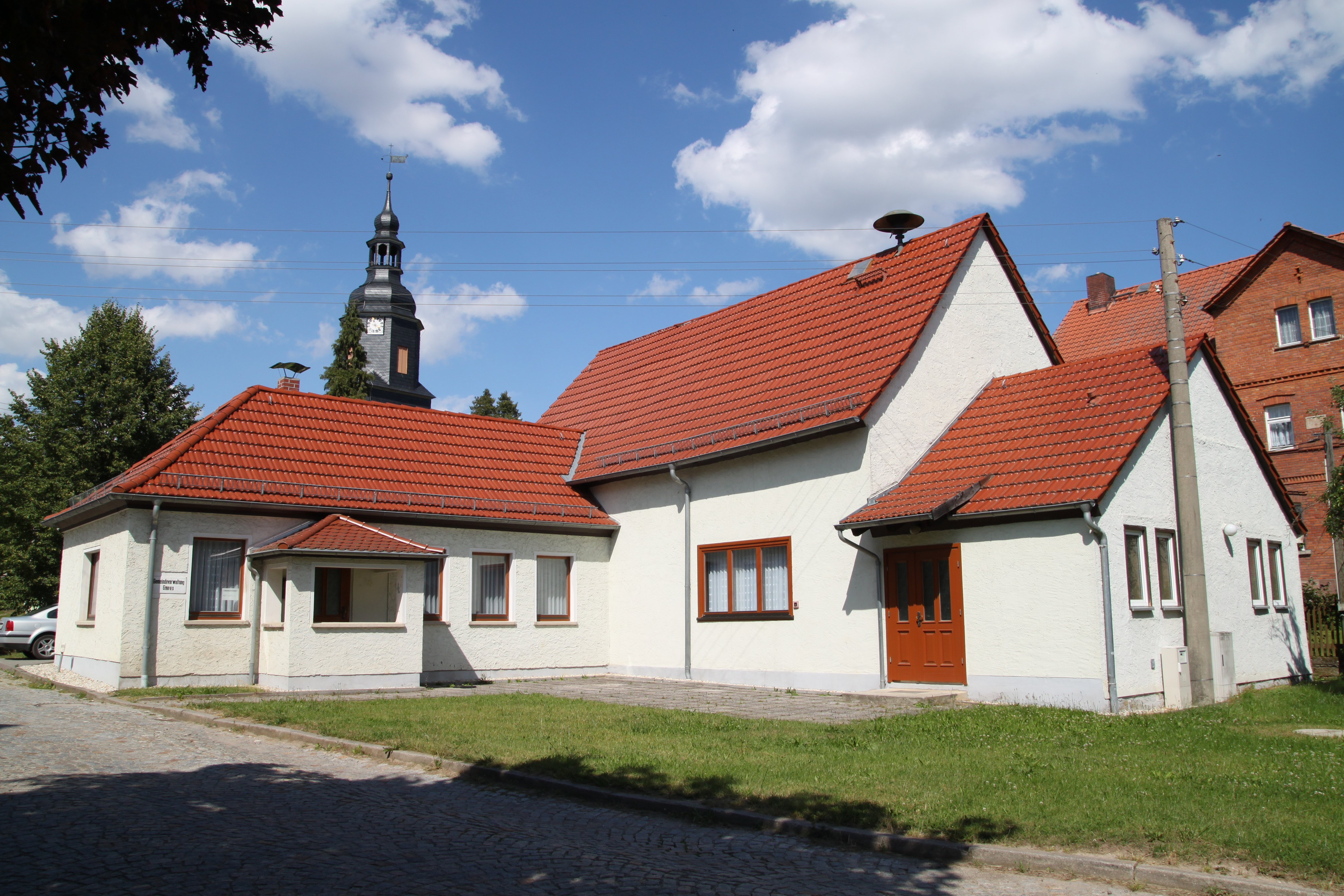
Untergneus, Gemeindeverwaltung

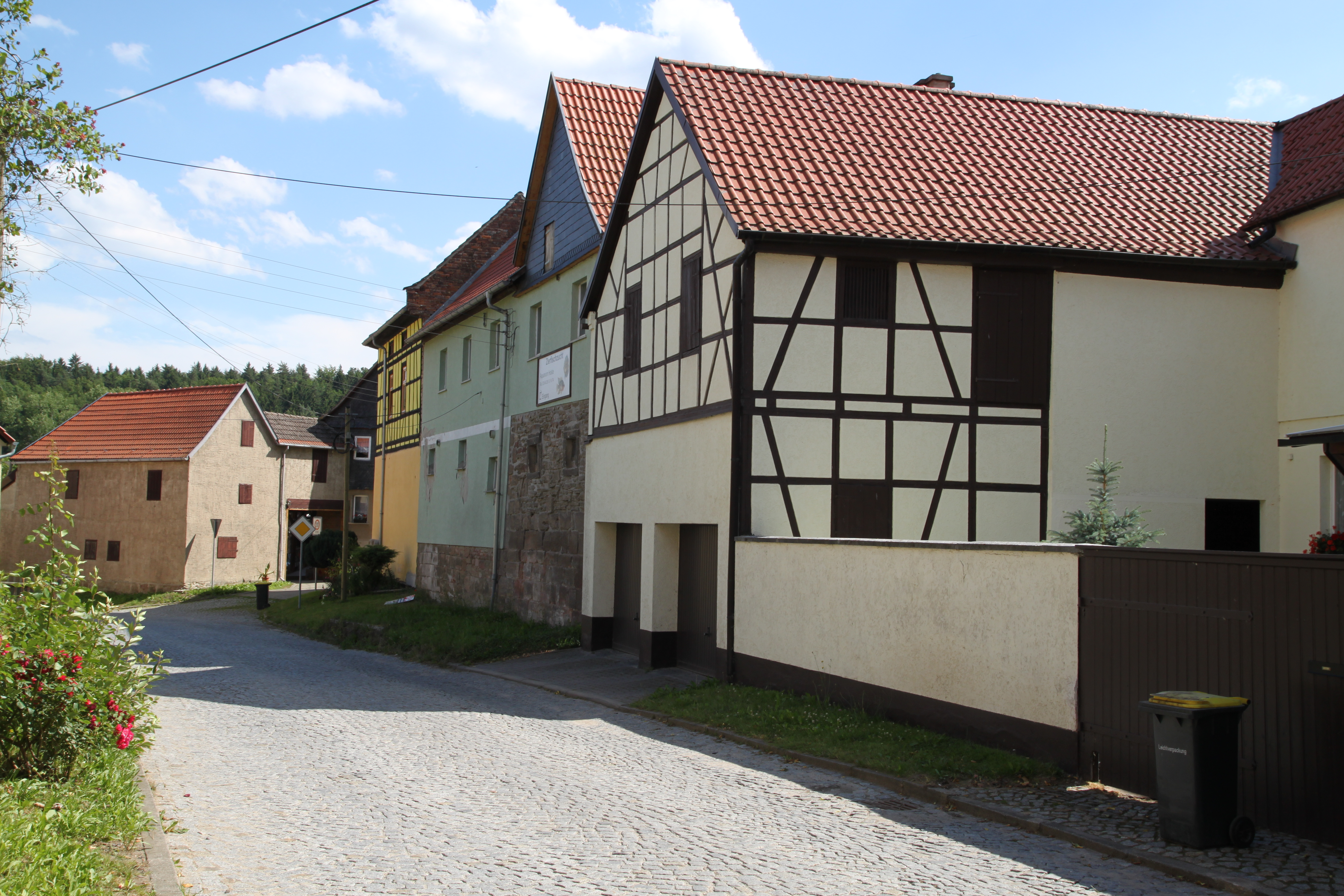
Untergneus, Dorfstraße

Untergneus ist ein Ortsteil der Gemeinde Gneus im Saale-Holzland-Kreis in Thüringen.

## Geografie
In einem mit Wiesen und Wald eingefassten Tal liegt Untergneus.

## Geschichte
Am 21. Juni 1439 wurde Untergneus urkundlich erstmals erwähnt.
1457 gehörte das Dorf zur Leuchtenburg. 1570 besaß man eine Schule. Jetzt fahren die Kinder nach Tröbnitz zur Schule. Die Gläubigen beider Ortsteile von Gneus besuchen die gemeinsame Kirche in Untergneus. Der Ort war und ist bäuerlich geprägt.
In der Wüstung Nassen stellte man 1952 bei Probeschürfungen Keramik und Ofenkacheln als Funde fest. Mit einer Blockhütte wird einer der alten Grabungsschnitte geschützt.
Auf der Mauer des Friedhofseingangs steht ein Steinkreuz aus Sandstein mit der Jahreszahl 1589. Ein Bauer soll hier in der Nähe einen Hirten getötet haben.
Am 1. März 1951 wurden die bisher selbständigen Gemeinden Obergneus und Untergneus zur neuen Gemeinde Gneus zusammengeschlossen.